# Liste der Kulturdenkmäler in Ottrau
Die folgende Liste enthält die in der Denkmaltopographie ausgewiesenen Kulturdenkmäler auf dem Gebiet  der Gemeinde Ottrau, Schwalm-Eder-Kreis, Hessen.
Hinweis: Die Reihenfolge der Denkmäler in dieser Liste orientiert sich zunächst an Ortsteilen und anschließend der Anschrift, alternativ ist sie auch nach der Bezeichnung oder der Bauzeit sortierbar.
Kulturdenkmäler werden fortlaufend im Denkmalverzeichnis des Landes Hessen durch das Landesamt für Denkmalpflege Hessen auf Basis des Hessischen Denkmalschutzgesetzes (HDSchG) geführt. Die Schutzwürdigkeit eines Kulturdenkmals hängt nicht von der Eintragung in das Denkmalverzeichnis des Landes Hessen oder der Veröffentlichung in der Denkmaltopographie ab.

| Bild            | Bezeichnung                              | Lage | Beschreibung           | Bauzeit                | Daten |
| --------------- | ---------------------------------------- | --- | ---------------------- | ---------------------- | ----- |
| Bild gesucht BW | Gesamtanlage                             | Ottrau, Bahnhofstraße 1–11, 2–12; Berfaer Straße 2; Bilz 1, 3, 2–10; Burggasse; Erbsengasse 1, 4; Lingelbacher Weg 1, 2, 3; Neukirchener Straße 1–9, 6; Ottergasse 1–5, 2, 4 Lage |                        |                        |       |
| Bild gesucht BW | Ernhaus Bahnhofstraße 1                  | Ottrau, Bahnhofstraße 1 LageFlur: 12, Flurstück: 65 |                        | 1803                   |       |
| Bild gesucht BW | Pfarrhaus                                | Ottrau, Bahnhofstraße 12 LageFlur: 10, Flurstück: 10/3 |                        | 1684                   |       |
| Bild gesucht BW | Wohnhaus Berfaer Straße 2                | Ottrau, Berfaer Straße 2 LageFlur: 12, Flurstück: 70/1 |                        | um 1910                |       |
| Bild gesucht BW | Fachwerkhaus Bilz 1                      | Ottrau, Bilz 1 LageFlur: 12, Flurstück: 77/4 |                        | frühes 20. Jahrhundert |       |
| Bild gesucht BW | Ernwerkhaus Bilz 3                       | Ottrau, Bilz 3 LageFlur: 25, Flurstück: 34/1 |                        | 1733                   |       |
| Bild gesucht BW | Fachwerkhaus Bilz 12                     | Ottrau, Bilz 12 LageFlur: 12, Flurstück: 15 |                        | 1902                   |       |
| Bild gesucht BW | Kirche                                   | Ottrau, Burggasse 4 LageFlur: 10, Flurstück: 27 |                        | 13. Jahrhundert        |       |
| Bild gesucht BW | Bruchsteinbau Burggasse 12 („Alte Burg“) | Ottrau, Burggasse 12 LageFlur: 11, Flurstück: 39 | zweistöckiger Steinbau | spätes 15. Jahrhundert |       |
| Bild gesucht BW | Ernhaus Hehlwiese 4                      | Ottrau, Hehlwiese 4 LageFlur: 25, Flurstück: 16 |                        | 1812                   |       |
| Bild gesucht BW | Ernhaus Lingelbacher Weg 2               | Ottrau, Lingelbacher Weg 2 LageFlur: 12, Flurstück: 41/2 + 41/1 |                        | 1749                   |       |
| Bild gesucht BW | Ernhaus Neukirchener Straße 1            | Ottrau, Neukirchener Straße 1 LageFlur: 12, Flurstück: 22 |                        | 1801                   |       |
| Bild gesucht BW | Wohnhaus Ottergasse 5                    | Ottrau, Ottergasse 5 LageFlur: 11, Flurstück: 17 |                        | 1903                   |       |